# Tavier
 (juin 2013).
Si vous disposez d'ouvrages ou d'articles de référence ou si vous connaissez des sites web de qualité traitant du thème abordé ici, merci de compléter l'article en donnant les références utiles à sa vérifiabilité et en les liant à la section « Notes et références ».
Tavier (en wallon Taviere) est une section de la commune belge d'Anthisnes située en Région wallonne dans la province de Liège.
C'était une commune à part entière avant la fusion des communes de 1977.

## Géographie

### Situation et description
Le village de Tavier étend ses habitations le long de sa rue principale (rue de la Magrée). Il s'étire sur le versant nord-ouest et la rive gauche de la Magrée (appelée localement ruisseau du Moulin) qu'il domine.
Tavier figure parmi les douze villages repris dans la brochure Villages de caractère éditée par la Province de Liège. Ce village condrusien possède en effet de nombreuses constructions bâties en pierre calcaire dont une ferme fortifiée et plusieurs fermettes.
L'église Saint-Martin construite en brique et pierre de taille possède un soubassement en pierre calcaire. Elle est entourée par le cimetière et précédée par un imposant monument rendant hommage aux victimes de la Première Guerre mondiale.
La partie sud-est du village (rue Pirutchamps) se compose de constructions plus récentes.
Au nord du village, au lieu-dit Tultay, se trouve la carrière de grès de la Hazotte.

## Démographie
- Sources:INS, Rem:1831 jusqu'en 1970=recensements, 1976= nombre d'habitants au 31 décembre

## Histoire
Selon la chronique de l'Abbaye de Saint-Hubert qui se réfère elle-même à une charte de Pépin de Herstal, la toponymie de Tavier trouverait son origine dans le terme tabernas (taverne). La première trace d'occupation humaine est une hache de pierre datée du Néolithique. Un cimetière de l'époque gallo-romaine atteste l'existence d'un village dès le Ier siècle. Le musée du Grand Curtius possède également une hache de l'époque mérovingienne qui y a été découverte.
Dès le Moyen Âge, La Seigneurie de Tavier était une des 7 seigneuries d'au-delà des Bois, relevant du Duché de Limbourg, enclave dans la Principauté de Liège.
Dépendant du Duché de Limbourg, Tavier possédait sa cour de justice qui réunissait les plaids généraux, les cours en recharge (appel) se tenant à la Haute Cour de Limbourg.
En 1770, la superficie de Tavier était de 278 bonniers, dont 12 bonniers de bois, se composant de 24 maisons, un moulin et une brasserie banals.

## Héraldique
|  | Blasonnement : D'argent à trois merlettes de sable. - Arrêté royal : 9 décembre 1969 |